# Ejstrup Sogn
Ejstrup Sogn er et sogn i Ikast-Brande Provsti (Viborg Stift).
Ejstrup Sogn var anneks til Nørre Snede Sogn indtil det i 1894 blev et selvstændigt pastorat. Begge sogne hørte til Vrads Herred i Skanderborg Amt. De udgjorde én sognekommune, men blev senere delt. Det var som to selvstændige sognekommuner, de ved kommunalreformen i 1970 blev indlemmet i Nørre-Snede Kommune, som ved strukturreformen i 2007 indgik i Ikast-Brande Kommune. 
Da Gludsted Kirke blev opført i 1892, blev Gludsted et kirkedistrikt i Ejstrup Sogn. I 2010 blev Gludsted Sogn udskilt som selvstændigt sogn.
I Ejstrup Sogn ligger Ejstrup Kirke. 
I Ejstrup og Gludsted sogne findes følgende autoriserede stednavne:
- Brejl (bebyggelse, ejerlav)
- Dyringhave (bebyggelse, ejerlav)
- Ejstrup (ejerlav)
- Ejstrup Hede (areal)
- Ejstrup Sø (vandareal)
- Ejstrupholm (bebyggelse)
- Ensø (vandareal)
- Ensø Høj (areal)
- Fruergård (bebyggelse, ejerlav)
- Gludsted Mose (areal)
- Gludsted Østre Huse (bebyggelse)
- Groest (bebyggelse, ejerlav)
- Hallundbæk (bebyggelse, ejerlav)
- Harrild (bebyggelse, ejerlav)
- Hashøje (areal)
- Hedegård (bebyggelse, ejerlav)
- Hedehuse (bebyggelse, ejerlav)
- Hjøllund Bjerg (areal)
- Holmgårde (bebyggelse)
- Hygild (bebyggelse, ejerlav)
- Kidmose (bebyggelse, ejerlav)
- Krejbjerg (bebyggelse, ejerlav)
- Kvindebæk (vandareal)
- Kølkær Top (areal)
- Lille Thorlund (bebyggelse, ejerlav)
- Lille Tykskov (bebyggelse)
- Malmkær (bebyggelse)
- Ny Hvillum (bebyggelse)
- Nygårde (bebyggelse, ejerlav)
- Nørlund Plantage (areal)
- Nørre Gludsted (bebyggelse, ejerlav)
- Nørre Hvillum (bebyggelse)
- Nørrevang (bebyggelse)
- Rønslunde (bebyggelse, ejerlav)
- Siggårde (bebyggelse)
- Smedebæk (bebyggelse)
- Sommerbjerg (areal)
- Sorthøj (areal)
- Store Melbjerg (areal)
- Store Nørlund (bebyggelse, ejerlav)
- Store Thorlund (bebyggelse, ejerlav)
- Sønder Gludsted (bebyggelse, ejerlav)
- Sønder Hvillum (bebyggelse)
- Thorlund Mose (areal)
- Tykskov (bebyggelse, ejerlav)
- Tykskov Krat (areal)
- Ulvemose Top (areal)
- Vester Gludsted (bebyggelse)
- Vester Harrild (bebyggelse)
- Øster Hvillum (bebyggelse)